# Rivière Bureau
Rivière Bureau är ett vattendrag i Kanada.   Det ligger i provinsen Québec, i den östra delen av landet, 500 km nordost om huvudstaden Ottawa.
I omgivningarna runt Rivière Bureau växer i huvudsak blandskog. Trakten runt Rivière Bureau är nära nog obefolkad, med mindre än två invånare per kvadratkilometer.